# Zawarpie
Zawarpie – wieś w Polsce, położona w województwie śląskim, w powiecie będzińskim, w gminie Siewierz.
Zawarpie wchodzi w skład sołectwa Podwarpie.
Do 2024 r. miejscowość była częścią wsi Podwarpie. W latach 1975–1998 Zawarpie administracyjnie należało do województwa katowickiego.